# Almàssera
Almàssera – gmina w Hiszpanii, w prowincji Walencja, we wspólnocie autonomicznej Walencja, o powierzchni 2,74 km². W 2011 roku liczyła 7295 mieszkańców.